# Франческо ди Ванучо
Франческо ди Ванучо (на италиански: Francesco di Vannuccio; * ? в Сиена, † пр. 1391), е италиански художник от Сиенската школа, активен през 1356 – 1389 г. в Сиена.

## Биография
Името на Франческо ди Ванучо е открито на хоругва с изображение „Разпятие с дарители“ от Берлинската картинна галерия. Надписът гласи: „FRANCISCVS DE VANNVCIO DE SENIS PINSIT HOC HOPVS MCCCLXXX“ („Франсискус Вануцио от Сиена нарисува това произведение през 1380 г.“). За да се идентифицира името на автора с реална историческа личност, са предприети търсения в сиенските архиви, които дават противоречиви резултати. Името „Франческо“ се появява многократно в архивни записи от 1356 до 1389 г., но в документите от този период е открита цяла група художници с подобни имена: Франчо ди Ванучо (появява се в списъка на сиенските художници през 1356 и 1389 г.), Франческо до Вани с прякор „Кианчанец“, Франческо ди Вани, който се появява в списъка на Breve dell'Arte през 1356 г., и Франческо ди Ванучо Мартини, чието име се появява в списъка на сиенските художници през 1389 г. В крайна сметка повечето критици приемат гледната точка, че Франчо ди Ванучо, който фигурира в списъка на сиенските художници през 1356 и 1389 г., е автор на Берлинската хоругва.
Съгласно документите той работи заедно с Кристофоро ди Биндочо над създаването на редица картини в Монталчино до Сиена през 1361 г. Изпълнява множество малки поръчки за Сиенската комуна и болницата „Санта Мария дела Скала“, като напр. боядисани знамена за тръбите на правителствените тръбачи или голямо знаме, окачено на камбанарията на Сиенската катедрала.
През 1388 г. му е изплатена сума за изпълнение на олтар за Братството „Св. Антоний абат“ в Сиена (предполага се, че са се съхранени два панела от този олтар: „Мадона с Младенеца“ в църквата „Сан Джованино ала Стафа“ в Сиена и фрагмент от картината „Св. Антоний абат“ в частна колекция „Поркай“ в Мюнхен). 
Тъй като името на Франчо през 1391 г. не е в списъка на данъкоплатците в района, известен като Пополо дел Пелегрино, където той е регистриран от 1384 г., изследователите заключават, че той е починал около година преди тази дата. Раждането му се отнася към 1330-35 години.
Поради факта, че има само една датирана и подписана творба на Франческо, реконструкцията на творбата му е сериозен проблем. Въз основа на Берлинската хоругва Чезаре Бранди (1931, 1933) и Ричард Офнър (1932) приписват на художника редица малки творби - диптихи и триптихи, изпълнени за богати частни клиенти, което предполага, че майсторът е работил за тесен кръг от богати клиенти. Тези малки домашни олтари формират основната част от работата на Франческо, която сега е в неговия каталог. Използването на златни фонове, наситеният цвят и богато украсената повърхност на тези произведения ги поставят в основния поток на традиция, която идва от Симоне Мартини и неговата школа от първата половина на 14 век. Този стил, който се появява през 1320-те години, има голям успех, както в Сиена, така и извън нея. Франческо ди Ванучо не предприема никакви драстични стъпки, за да направи някакви големи промени в този стил. От друга страна Миклош Босковиц(1988) доказва, че автор на Берлинската хоругва е Франческо ди Ванучо Мартини - това е името, което се появява през 1387 г. сред сътрудниците на Бартоло ди Фреди, а през 1389 г. в списъка на сиенските художници. Босковиц забелязва в неговото творчество, влияние на братята Пиетро и Амброджо Лоренцети, Бартоло ди Фреди и Паоло ди Джовани Феи.

## Основни произведения
- Неголям триптих „Мадона с Младенеца и светци“ – (64x63cm.) 1360-70 г., Сиена, Пинакотека (№183). Счита се за най-ранното произведение на Франческо.
- „Мадона с Младенца на трон, св. Петър и Йоан Кръстител“, ок. 1370, (54.3 x 24.7 см.), Колекция „Уолъс“, Лондон
- Бандинела (хоругва) „Разпятие с дарители“ (на обратната страна „Мадона с Младенеца, светци и дарители“) – 1380 г. (24x18 см, с рамка 39х22,5 см)) Берлин, Художествена галерия[6]
- „Олтар-реликварий“ с изображение „Мадона с Младенеца“, (54х37,5 см), ок. 1380 г., Колекция „Банка „Монте дей Паски ди Сиена““, Сиена
- Диптих „Благовещение с дарители и Възнесението на Мария“, ок. 1380, Кеймбридж, Колеж „Гъртън“
- „Разпятие със светци“ (Богородица, Йоан Кръстител, Св. Франциск от Асизи и Св. Вит (?)[7]
- „Разпятие“, 1387-88 г. (42,7х30,5 см), Филаделфия, Музей на изкуствата (вероятно, дясната половина на диптих, лявата част на който – „Мадона с Младенеца и светците Лаврентий и Андрей“)
- „Мадона с Младенеца и светците Лаврентий и Андрей“ (35х23,5 см), ок. 1387-88,
- „Мадона Смирение“ – Колекция „Дрей“, Монако
- „Св. Екатерина Александрийска“ – Колекция „Фрик“, Ню Йорк

На Франческо ди Ванучо също се приписват няколко произведения в голям формат:
- „Кръст“ ок. 1370 г., (191,8x163cm), Музей на Университет „Боб Джонс“, Грийнвил, Южна Каролина
- „Мадона с Младенеца“ – централна част на полиптих; базилика Сан Доменико, Сиена
- „Мадона с Младенеца“ – централна част на полиптих; църква „Сан Джованино ала Стафа“, Сиена
- „Св. Антоний абат“ – фрагмент от панел от полиптих; Колекция „Поркай“, Мюнхен

- Триптих, 1360-70 г., Сиена, Пинакотека
- Мадона с Младенеца на трон, св. Петър и Йоан Кръстител, ок. 1370 г., „Колекция Уолъс“, Лондон
- Диптих „Благовещение с донатори и Възнесение на Мария“, ок. 1380, Колеж „Гъртън“, Кеймбридж
- Олтар-реликварий, ок. 1380, колекция на Банка „Монте дей Паски ди Сиена“, Сиена.
- Разпятие с Богородица и Йоан Богослов,1387-1388 г., Музей на изкуствата (Филаделфия)
- Мадона с Младенеца и светците Лаврентий и Андрей, 1387-1388, Държавен музей „Меермано-Вестренианум“
- Разпятие със светци и дарител, Хоругва. 1380 г., Берлинска картинна галерия
- Разпятие, ок. 1370 г. Университет „Боб Джонс“, Грийнвил, Южна Каролина
- Разпятие, ок. 1370 г. Университет „Боб Джонс“, Грийнвил, Южна Каролина